# Isabel, Duquesa de Brabante
Isabel, Duquesa de Brabante (Isabel Teresa Maria Helena, em francês: Élisabeth Thérèse Marie Hélène; Anderlecht, 25 de outubro de 2001) é a herdeira aparente do trono belga, sendo a filha mais velha do rei Filipe e da rainha Matilde, ela adquiriu sua posição depois que seu avô, o rei Alberto II, abdicou em favor de seu pai em julho de 2013. Isabel possui dois irmãos mais novos, os príncipes Gabriel e Emanuel, e uma irmã mais nova, a princesa Leonor.
Como filha primogênita do rei, Isabel detém o título de Duquesa de Brabante e ocupa o primeiro lugar na linha de sucessão, devendo se tornar a primeira mulher a ocupar o trono belga.

## Nascimento e batizado
A princesa Isabel (Elizabeth, originalmente) nasceu no dia 25 de outubro de 2001, às 21h58 (horário local), no Hospital Erasmus, em Anderlecht, uma cidade próxima de Bruxelas, sendo a filha do então Filipe, Duque de Brabante, e sua esposa, Matilde.
Seus nomes são:
- Isabel: Em homenagem a sua tia materna, Condessa Isabel d'Udekem d'Acoz; e a sua trisavó, Isabel da Baviera, Rainha dos Belgas.
- Teresa: Em homenagem a sua tetravó materna, Princesa Teresa Karolina Sulkowska
- Maria:  Em homenagem à Virgem Maria
- Helena: Em homenagem a sua tia materna, Condessa Helena d'Udekem d'Acoz.

Isabel foi batizada no Castelo Real de Ciergnon, no dia 9 de dezembro, pelo cardeal Godfried Danneels, o Arquidiocese de Malinas-Bruxelas. Na cerimônia, estiveram presentes amigos e familiares de seus pais, incluindo representantes de outras Casas Reais.
Seus padrinhos foram: seu primo paterno, Amadeu da Bélgica, Arquiduque da Áustria-Este, e a condessa Hélène d'Udekem d'Acoz, sua tia materna.

## Educação
Em 2005, a princesa Isabel ingressou na escola pública de Saint-Jan Berchmans, em Bruxelas, onde estudou as línguas oficiais da Bélgica flamengo, francês e alemão.
Em 19 de março de 2018, a Casa Real informou em sua página na web que a princesa estudaria no UWC Atlantic College, em Gales, onde se graduou em 2020.
A princesa, segundo seu perfil oficial, é fluente em holandês, francês, alemão e inglês, e também toca piano.
Ela também frequentou o Programa Yale Young Global Scholars, na Universidade de Yale.
Em 31 de agosto de 2021, a Casa Real anunciou que a partir de Outubro de 2021 a Princesa Isabel, estudará no Lincoln College da Universidade de Oxford.  Ela completou com sucesso os exames de admissão para um programa de três anos em "História e Política". A Princesa Isabel já conhece bem o Reino Unido, Em 2020, ela obteve seu Bacharelado Internacional no País de Gales, no UWC Atlantic College.

## Treinamento militar
Tendo terminado seu bacherelato internacional [equivalente ao ensino médio] em Gales, Elizabeth começou um curso de Ciências Sociais e Militares na Royal Military School na Bélgica.

## Funções e deveres reais
Isabel não tinha deveres oficiais antes de completar 18 ano, mas, segundo a Casa Real, "em 2011 ela completou sua primeira atividade oficial com a inauguração do Hospital Infantil Princesa Elisabeth".
Em 2014, aos 13 anos, ela fez seu primeiro discurso oficial, num evento alusivo à Primeira Guerra Mundial.
Sua presença, como a de seus irmãos, mesmo ainda menores, era comum em eventos da realeza belga, como durante as comemorações do Dia Nacional.

## Hobbies e interesses pessoais
Isabel pratica ténis, esqui, vela e  mergulho. Ela também gosta da vida familiar, além de estar e viajar com os amigos. Segundo seu perfil oficial, ela também gosta de ler e de estar em contato com a natureza.
Ela se voluntaria para ajudar crianças com dificuldades de aprendizagem, idosos, sem-teto e pessoas com deficiência.

## Títulos e estilos
- 25 de outubro de 2001 - 21 de julho de 2013: "Sua Alteza Real, a Princesa Isabel da Bélgica."
- 21 de julho de 2013 - presente: "Sua Alteza Real, a Duquesa de Brabante"

Seus títulos completos são: "Sua Alteza Real, Isabel Teresa Maria Helena, Princesa da Bélgica, Duquesa de Brabante"

### Condecorações

#### Bélgica
- Grande Cordão da Ordem de Leopoldo (25/10/2019)